# Wielka Capia Turnia
Wielka Capia Turnia (słow. Veľká Capia veža, niem. Großer Gemsenseeturm, węg. Nagy-Zergetavi-torony) – szczyt o wysokości 2333 m w Grani Baszt w słowackiej części Tatr Wysokich. Od Hlińskiej Turni na północnym zachodzie oddzielony jest wybitną Basztową Przełęczą, a od Małej Capiej Turni na południowym wschodzie oddziela go siodło Capiej Przełączki. Ma dwa wierzchołki (2333 m i 2330 m) znajdujące się w odległości kilkudziesięciu metrów i oddzielone od siebie Wyżnią Capią Przełączką. Nieco wyższy jest wierzchołek północno-zachodni. W północno-zachodniej grani znajdują się trzy oryginalne zęby skalne. Nie posiadają nazwy i do 2009 r. nie zostały zdobyte.
Na zachodnią stronę, do Koziego Kotła w Dolinie Młynickiej opada z grani Wielkiej Capiej Turni płytowo-trawiasty stok z kilkoma ściankami. Ma wysokość około 150 m. W jego lewą stronę (patrząc od dołu) wcina się z daleka widoczny zachód. Prowadzi nim najłatwiejsza droga na szczyt. Ten stok Wielkiej Capiej Turni oddzielony jest od zachodniej ściany Małej Capiej Turni głębokim żlebem zwężającym się w górze w miejscami przewieszony komin.
Na wschodnią stronę z Wielkiej Capiej Turni opada wybitna ściana, dla taterników będąca jednym z najważniejszych obiektów wspinaczkowych w Grani Baszt. Od sąsiedniej ściany Małej Capiej Turni oddzielona jest rynną, która w górnej części jest wyraźna i głęboka, w środkowej zanika. Jej przedłużeniem w dolnej części jest częściowo komin, częściowo zacięcie. Brak jest depresji między górną rynną i dolnym komino-zacięciem. 
Nazewnictwo Capich Turni pochodzi od Capiego Stawu leżącego w górnych partiach Doliny Młynickiej, u podnóża Szczyrbskiego Szczytu Wcześniejsze pomiary określały wysokość Wielkiej Capiej Turni jako około 2325 m lub 2364 m. W przypadku tej drugiej koty, jej wartość i lokalizacja wskazują, że pomiar dotyczył najprawdopodobniej południowego wierzchołka Zadniej Baszty.

## Taternictwo
Wielka Capia Turnia jest wyższą z dwóch Capich Turni znajdujących się w Grani Baszt. Taternicy odwiedzają jej wierzchołek najczęściej przy przechodzeniu tejże grani.

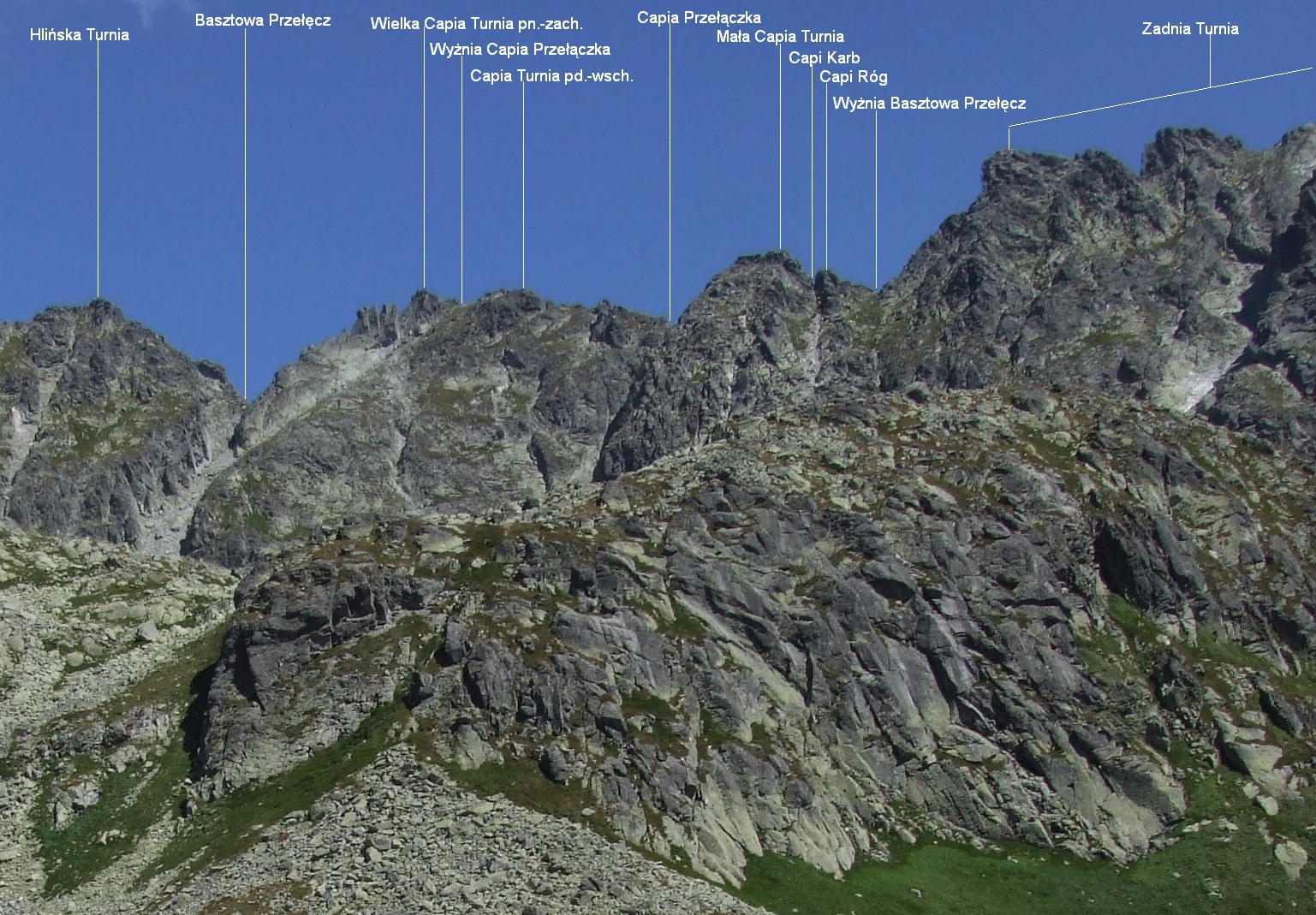
Widok z Doliny Młynickiej
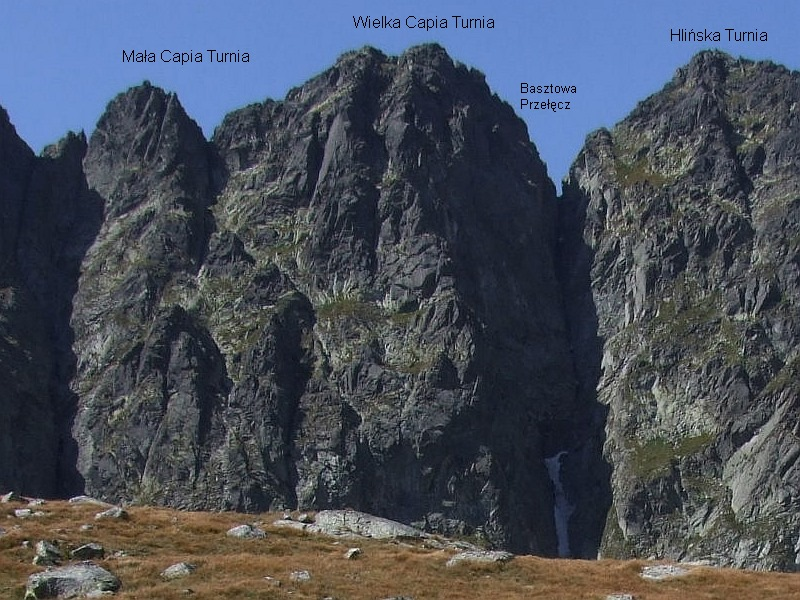
Widok z Doliny Mięguszowieckiej

Pierwsze wejścia turystyczne
- Zygmunt Klemensiewicz i Jerzy Maślanka, 23 sierpnia 1905 r. – letnie
- Alfréd Grósz i Lajos Rokfalusy, przed 1915 r. – zimowe.

Drogi wspinaczkowe
1. Z Basztowej Przełęczy; 0+, I lub III w skali tatrzańskiej (w zależności od wariantu), czas przejścia 30 min
2. Środkiem północno-wschodniej ściany; V, A1, 7 godz.
3. Północno-wschodnim filarem; V, 3 godz. 30 min
4. Droga braci Lukešów; V+, A2-A3, 8 godz.
5. Apollo II (środkiem wschodniej ściany); VI, A0, 7 godz.
6. Lewą częścią wschodniej ściany; V, miejsce A0, 3 godz.
7. Lewym skrajem wschodniej ściany; V, 5 godz.
8. Ukosem przez wschodnią ścianę, drogą Grosza; III, 3 godz.
9. Południowo-wschodnią granią, z Basztowej Przełęczy Wyżniej; 0+. 30 min
10. Południowo-zachodnią ścianą, z Młynickiego Kotła; 0+, 1 godz[3].